# Watermolen (Deurne)
Aan het Haageind in Deurne staat naast het Klein Kasteel een bakstenen watermolen over de beek Vlier, vroeger als Bakelse Aa aangeduid, een molen die doorgaans als watermolen wordt benoemd en geen specifiekere naam kent. De oudste vermelding van een watermolen op deze locatie dateert uit 1387. De nieuwbouw van deze molen, vermoedelijk kort daarvoor, volgde op een verhuizing van de heer van Deurne van het Kerkeind, waar een watermolen bij het blokhuis op Ter Vloet stond, naar het Haageind. Behalve de watermolen moet destijds ook het Klein Kasteel zijn verrezen.
Het huidige gebouw van de watermolen stamt uit 1631, blijkens jaarankers in de zijgevel. Beweringen van H.N. Ouwerling hebben ertoe geleid dat in veel toeristische informatie het foutieve jaartal 1690 wordt genoemd. Voor die datering bestaan echter geen schriftelijke bewijzen. In 1816 werd de watermolen buiten gebruik gesteld, na de voltooiing van een windmolen in het dorp. In de 20e eeuw werd het opslaggedeelte van de watermolen afgebroken en het industriële gedeelte gerestaureerd. Tegenwoordig wordt de watermolen gebruikt als woonhuis en het Klein Kasteel als gastenverblijf. Er draait sinds enige decennia weer een schoepenrad in de molen. Het industriële binnenwerk is echter nagenoeg verdwenen. Wel zijn in het pand nog vele andere historische details bewaard gebleven, zoals vloeren, luiken en een sluismechaniek.